# Simone van den Eertwegh
Simone van den Eertwegh  (Eersel, 1980) is een Nederlandse zangeres en theatermaakster.

## Biografie
Toen van den Eertwegh ongeveer 13 jaar oud was leerde ze zangeres Marie-Cecile Moerdijk kennen. Deze zangeres nam haar al snel onder haar hoede en leerde haar diverse facetten van het artiestenvak. Ze volgde zanglessen bij de door Moerdijk aanbevolen klassieke zangdocenten. Eind 2012 kwam ze in aanraking met Liesbeth List, die haar aanraadde deel te nemen aan het Concours de la Chanson van de Alliance Française. Van den Eertwegh werd een van de drie prijswinnaars van het jaar 2013. 
Van den Eertwegh is sinds 2016 ambassadeur van de stichting 'Stop Pesten Nu'.

## Werk

### Muziek
In 2008 nam Van den Eertwegh haar eerste single ‘Overal zijn mensen’ op, waarmee ze in 2009 TROS Talent van de maand werd. Ze won een videoclip-opname en een privé zangles van theatermaakster Leoni Jansen. Herman Pieter de Boer schreef de opvolger 'Ritme', waarmee Simone in 2011 de TROS zomerhit-wedstrijd won. Het lied kwam in de A-lijst van de zender terecht en werd veelvuldig gedraaid op radio en TV. In 2012 nam Van den Eertwegh een Engelstalige single op waarmee ze deelnam aan de wedstrijd Radio 538 voor WarChild 'Maken of Kraken'. Ze behaalde de finale en zong een duet met Xander de Buisonjé.

### Theater
Naar aanleiding van het concours schreef ze een theatervoorstelling, welke ze met goedkeuring van List 'Van List tot Heden' betitelde. In september 2013 ging de voorstelling van start en draaide twee seizoenen in de Nederlandse theaters. In september 2016 ging de opvolger ‘Puur’ in première, in datzelfde jaar kwam haar gelijknamige debuutalbum 'Puur' uit. De eerste single 'Kerstmis' kreeg aandacht van Frits Spits in zijn programma ‘De Taalstaat’. In 2018 werd Van den Eertwegh gevraagd voor de rol van Barbra Streisand in de tribute-theatervoorstelling 'A Tribute to Streisand' .

## Discografie
| Single             | Datum verschijning |
| ------------------ | ------------------ |
| Overal zijn mensen | 2008               |
| Ritme              | 2010               |
| If I could Fly     | 2012               |
| Droom              | 2014               |
| Kerstmis           | 2016               |

| Albums | Datum verschijning |
| ------ | ------------------ |
| Puur   | 2016               |
|        |                    |